# Makoto Nagano
Makoto Nagano (長野 誠 , *30. mart 1972, Nobeoka, Prefektura Mijazaki, Japan) je jedan od All Star učesnika japanskog TV šoua SASUKE, odnosno Nindža ratnici, i drugi takmičar po redu koji je uspeo da pređe sve četiri staze. Po zanimanju je kapetan broda za komercijalni ribolov na kome provodi 300 dana godišnje i na kome obavlja veći deo svog treninga. Inspiracija za učešće u takmičenju mu je bio takmičar Kacumi Jamada. Učitelj je takmičaru Jusuke Morimoto, koji je dva puta prešao sve cetiri prepreke (2015,2020).

## 
Ova lista prikazuje sva takmičenja na kojima je Nagano učestvovao, zajedno sa rednim brojem, stazom po redu, i preprekom na kojoj je eliminisan.
| Takmičenje po redu | Startna pozicija | Prepreka                                                         | Staza po redu | Beleške                                                                   |
| ------------------ | ---------------- | ---------------------------------------------------------------- | ------------- | ------------------------------------------------------------------------- |
| 7.                 | 87               | Pao na prepreci - Izvitopereni zid (engl. )                      | Prva faza     | Isteklo mu je vreme. Sve isečeno. Klip prikazan u šouu pre SASUKE-a 12    |
| 8.                 | 41               | Pao na prepreci - Izvitopereni zid (engl. )                      | Prva faza     | Isteklo mu je vreme.                                                      |
| 9.                 | 61               | Pao na prepreci - Klizna šipka (engl. )                          | Treća faza    | NIje uspeo da skoči                                                       |
| 10.                | 999              | Pao na prepreci - Skok na mrežu (engl. )                         | Prva faza     |                                                                           |
| 11.                | 96               | Pao na prepreci - Završni konopac (engl. )                       | Četvrta faza  | Isteklo mu je vreme. 20 m                                                 |
| 12.                | 100              | Pao na prepreci - Završni konopac (engl. )                       | Četvrta faza  | Isteklo mu je vreme. Zakasnio 0,11 sekundu                                |
| 13.                | 100              | Pao na prepreci - Završni konopac (engl. )                       | Četvrta faza  | Isteklo mu je vreme. 10 cm od gola                                        |
| 14.                | 100              | Pao na prepreci - Skokovi na šipke (engl. )                      | Treća faza    | Treća šipka                                                               |
| 15.                | 100              | Pao na prepreci - Metalna vrteška (engl. )                       | Druga faza    |                                                                           |
| 16.                | 100              | Pao na prepreci - Đavolja ljuljaška (engl. )                     | Treća faza    | Odbio polugu Klizeće šipke predaleko i van dometa                         |
| 17.                | 99               | Prešao sve prepreke                                              | Četvrta faza  | Završio 2,56 sekunde pre kraja                                            |
| 18.                | 96               | Diskvalifikovan na prepreci - Nova-Ručna visoka litica (engl. )  | Treća faza    | Diskvalifikovan. Tokom prebacivanja na treći obod uhvatio je vrh prepreke |
| 19.                | 100              | Pao na prepreci - Leteći padobran (engl. )                       | Prva faza     |                                                                           |
| 20.                | 2000             | Pao na prepreci - Skok nizbrdo (engl. )                          | Druga faza    | Izgubio balans                                                            |
| 21.                | 100              | Pao na prepreci - Klizeći prsten (engl. )                        | Treća faza    | Greška u dizajnu dovela je do toga da je morao da gura prsten niz stazu.  |
| 22.                | 100              | Pao na prepreci - Klizeći skok (engl. )                          | Prva faza     |                                                                           |
| 23.                | 100              | Pao na prepreci - Završni konopac (engl. )                       | Četvrta faza  | Isteklo mu je vreme. Stigao do vrha ali zakasnio 0,21 sekundu             |
| 24.                | 100              | Pao na prepreci - Paukov skok (engl. )                           | Prva faza     | Stigao do kraja prepreke ali se okliznuo i pao u vodu                     |
| 25.                | 99               | Pao na prepreci - Klizeći krug (engl. )                          | Prva faza     | Skočio prenisko i nije mogao da uhvati prsten                             |
| 26.                | 99               | Pao na prepreci - Paukov skok (engl. )                           | Prva faza     |                                                                           |
| 27.                | 100              | Pao na prepreci - Ultimativna ručna visoka litica (engl. )       | Treća faza    | Prebacivanje sa 4. na 5. obod                                             |
| 28.                | 100              | Pao na prepreci - Dupli Izvitopereni Zid (engl. )                | Prva faza     | Isteklo mu je vreme. Drugi zid                                            |
| 29.                | 100              | Pao na prepreci - Dupli Izvitopereni Zid (engl. )                | Prva faza     | Isteklo mu je vreme. Drugi zid. Povredio desnu tetivu na Skoku u dalj     |
| 30.                | 2999             | Diskvalifikovan na prepreci - Lososove merdevine zamene (engl. ) | Druga faza    | Diskvalifikovan. Na 4. prečagi poluga mu je pala na niži nivo.            |
| 31.                | 98               | Pao na prepreci - Izvitopereni zid (engl. )                      | Prva faza     | Isteklo mu je vreme.                                                      |
| 32.                | 100              | Pao na prepreci - Drvosečino penjanje (engl. )                   | Prva faza     | Isteklo mu je vreme. Bio je na vrhu kada mu je isteklo vreme.             |
| 38.                | 98               | Pao na prepreci - Zmajeva jedrilica (engl. )                     | Prva faza     | Imao je previše zamaha sa konvencionalnim zahvatom.                       |

## Spoljašnje veze
- Zvanična veb prezentacija (језик: јапански)